# Йохан II фон Насау-Байлщайн
Йохан II фон Насау-Байлщайн (на немски: Johann II von Nassau-Beilstein; * пр. 1492; † 1513) от род Насау, е граф на Насау-Байлщайн от май 1499 до 1513 г.

## Живот
Той е най-възрастният син на граф Хайнрих IV (1449 – 1499) и съпругата му графиня Ева фон Сайн (1455 – 1525), дъщеря на граф Герхард II фон Зайн (1417 – 1493) и Елизабет фон Зирк (1435 – 1489).
На 4 ноември 1492 г. Йохан II се жени в Хунген за графиня Мария фон Золмс-Браунфелс (* 2 октомври 1471; † 27 септември 1505), дъщеря на граф Ото II фон Золмс-Браунфелс (1426 – 1504) и графиня Анна фон Насау-Висбаден (ок. 1448 – 1480.) След женитбата тя му донася село Нидерсхаузен.
През 1498 г. баща му дава щатхалтершафството на територии в Курфюрство Кьолн. От 1499 г. Йохан II е граф на Насау-Байлщайн заедно с брат си Бернхард (* ок. 1479/1485; † 10 май 1556).
След смъртта на първата му съпруга Йохан II се жени втори път 1510 г. за Анна фон Липе (* 1450; † сл. 27 декември 1533), вдовица на Ото VI, граф на Хоя († 1494/1497), дъщеря на Бернхард VII фон Липе († 1511) и графиня Анна фон Холщайн-Шауенбург († 1495). Бракът е бездетен

## Деца
Йохан II фон Насау-Байлщайн има с първата му съпруга Мария фон Золмс-Браунфелс децата:
- Йохан III (1495 – 1561), граф на Насау-Байлщайн (1513 – 1561)
- Хайнрих († 1525), йоанит, убит в битката при Павия
- Хермана (1518 – 1584), жена в манастир Енгелтал при Бон
- Ева († 1575), монахиня в бенедиктинския манастир Валсдорф